# Potaș, Talne
Potaș (în ucraineană Поташ) este o comună în raionul Talne, regiunea Cerkasî, Ucraina, formată numai din satul de reședință.

## Demografie
Componența lingvistică a comunei Potaș
     Ucraineană (97,79%)
     Rusă (1,95%)
     Alte limbi (0,26%)
Conform recensământului din 2001, majoritatea populației comunei Potaș era vorbitoare de ucraineană (97,79%), existând în minoritate și vorbitori de rusă (1,95%).